# Joseph Pilates
Joseph Hubertus Pilates, né le 9 décembre 1883 à Mönchengladbach (Empire allemand) et mort le 9 octobre 1967 à New York (États-Unis), est l'inventeur allemand d'une méthode d'exercices physiques que lui-même appelait Contrology (contrologie en français), aujourd'hui connue comme Méthode Pilates, ou Pilates.
Joseph Pilates souffrait d'une malformation du thorax, d'asthme et, semble-t-il, également de rachitisme. Il a lutté contre son mal jusqu'à devenir un sportif accompli en ski, plongée, yoga, boxe, gymnastique. 
Émigré à New York en 1923, il ouvre son studio afin d'entraîner et de rééduquer des danseurs professionnels. Il invente des exercices et conçoit des appareils dans le but de rectifier les mauvaises postures et de développer le corps en harmonie.

## Biographie
Joseph Hubertus Pilates, l'inventeur de la Méthode Pilates, naît d'un père (Friedrich) gymnaste de haut niveau et d'une mère (Hahn) naturopathe, inspirée par le mouvement germanique de la lebensreform et ses théories médicales alternatives et « naturelles », accompagnées d'exercices physiques. 

### Ses débuts
Joseph Pilates est un enfant chétif, souffrant de rachitisme, d'asthme, et de rhumatisme articulaire. Afin de retrouver sa santé, il commence à se concentrer sur des techniques de respiration et à étudier l'anatomie. À l'âge de 14 ans, il était suffisamment en forme pour réaliser des planches anatomiques. Il commença également à observer  les animaux qui avec leurs mouvements naturels l'ont inspiré pour certains exercices comme celui du "chat". « Prenez un cheval », dit-il un jour en discutant du conditionnement physique. « Si quelqu'un souhaite lui faire faire des courses, il l'entraîne pour qu'il soit dans la meilleure forme possible. Pourquoi ne pas aussi garder les humains dans la meilleure forme possible ? »
Il imagine alors que la santé mentale et physique sont reliées, et étudie des disciplines telles que le yoga et différents arts martiaux. Il intègre ces pratiques à des activités corporelles occidentales telles que la gymnastique ou la boxe, incorporant également des formes grecques et romaines anciennes d'exercices physiques. Il est persuadé qu'un style de vie « moderne » (mauvaise posture, respiration incorrecte, exercices ignorant les muscles posturaux…) est un élément qui participe de façon déterminante à une santé fragile.
Alors jeune homme, déjà plongeur et gymnaste, Joseph déménage en 1912 en Angleterre où il boxe professionnellement, et enseigne l'auto-défense dans les écoles de police et à Scotland Yard. Pour gagner sa vie, il participe aussi à un numéro de cirque avec son frère, où il joue la statue grecque[réf. nécessaire].

### L'expérience de sa détention
Quand la Grande-Bretagne rejoint la Première Guerre mondiale, comme tous les citoyens allemands résidant au Royaume-Uni, il est fait prisonnier en tant qu'« étranger ennemi » dans un camp d'internement situé dans l'île de Man. Ces circonstances difficiles lui permettent de mettre en place les fondements de la méthode Pilates telle qu'elle est connue aujourd'hui. Dans ce camp d'internement, il enseigne les exercices qu'il conçoit à ses compatriotes également internés, en agissant en quelque sorte comme leur professeur de gymnastique/physiothérapeute. C'est également ici qu'il développe le concept de ses « machines » en ajoutant des ressorts sur les lits des soldats allemands blessés, il réalise dès lors l'efficacité qu'il pourrait en obtenir avec des personnes non entraînées, comparée au travail sur tapis. Il démantèle donc un lit superposé, y attache les ressorts du sommier, et commence à utiliser cet appareil à fins de rééducation.
L'efficacité de son approche holistique quant à la santé est affirmée lors de la pandémie de grippe espagnole qui s'abat sur le monde entier en 1918 et décime des populations entières. Les lieux où la place est limitée et les gens mal nourris, tels que les camps d'internement, sont particulièrement affectés. Joseph Pilates prétend que, grâce à sa méthode, la plupart de ses adeptes ont survécu, un récit fortement contesté.

### Son retour en Allemagne
Une fois libéré, il retourne en Allemagne et continue de former des policiers à Hambourg, et travaille également avec des experts de la danse et de pratiques corporelles tels que Rudolf Laban. Quand la nouvelle armée allemande cherche à lui forcer la main pour qu'il y devienne entraîneur, il quitte le pays et émigre aux États-Unis. C'est lors du voyage en bateau qu'il rencontre sa future femme, une infirmière nommée Clara. Ils se marient et fondent à New York leur studio, et y enseignent sa méthode de conditionnement physique qu'ils appellent « Contrology ».

### Son installation à New York
Nombre de fervents adeptes suivent cette méthode alors révolutionnaire, qui met l'accent sur la respiration dans l'exercice, et un accord entre le mental et le physique dans l'approche de la pratique. Les danseurs des compagnies de danse new-yorkaises embrassent le Pilates, celui-ci leur permettant une rééducation accélérée des diverses blessures inhérentes à leur travail, et de se renforcer tout en gardant leur souplesse.
Martha Graham, arrivée à New York en 1923, et George Balanchine, qui a émigré aux États-Unis en 1933, sont tous deux des inconditionnels du Pilates et envoient régulièrement leurs élèves au studio de « Uncle Joe ». Danseurs et chorégraphes légendaires, la première sera la créatrice du Martha Graham Center of Contemporary Dance et de la Martha Graham Dance Company, le deuxième sera plus tard le cofondateur du New York City Ballet.
Incapable de transporter ses appareils, Joseph Pilates enseigne également sa méthode sur tapis durant l'été à des jeunes danseurs dans le Massachusetts. Ses cours, qui durent une heure, commencent toujours par un travail sur la respiration, un élément fondamental du Pilates, outil essentiel, parfois pris, par erreur, pour une fin en soi.

### Décès
Joseph Hubertus Pilates s'éteint en 1967 à New York à l'âge de 83 ans, après avoir dédié sa vie au bien-être et la santé d'autrui, et enseigné avec sa femme Clara dans leur studio pendant plus de 40 ans. Clara le rejoindra dix ans après, en 1977.

## La Méthode
La respiration, une posture correcte, l'accent mis sur le développement harmonieux des muscles posturaux, des mouvements effectués sans hâte, mais avec une précision parfaite sont les spécificités de sa méthode, qu'il explique en détail dans ses deux livres, Your Health: A Corrective System of Exercising That Revolutionizes the Entire Field of Physical Education publié en 1934 et Return to Life Through Contrology, publié en 1945 (photos de George Hoyningen-Huene).

### Développement
Le Pilates commence alors à être enseigné partout dans le monde par les « anciens », comme les premiers élèves de Joseph Pilates seront appelés. Leur enseignement varie selon leur approche, leur expérience personnelle et leur compréhension de la méthode et cela produira différents styles de Pilates. Inévitablement, des querelles de clochers s'ensuivront, qui auront souvent plus à voir avec des politiques de marketing qu'avec le Pilates lui-même.

### Ses élèves
- En 1938, Eve Gentry (en) commence son étude avec Joseph et Clara, et enseigne ensuite avec eux jusqu'en 1968, où elle ouvre une école de danse et un institut consacré au Pilates à Santa Fe (Nouveau-Mexique).
- Carola Trier, danseuse, évadée d'un camp de concentration nazi en France et émigrée aux États-Unis, y devient contorsionniste. En 1940, une blessure l'empêche de se produire et à la suite de cela, elle approche Joseph Pilates. À la fin des années 1950, elle ouvre son propre studio de Contrology à New York, avec l'accord du créateur de la méthode lui-même.
- Ron Fletcher, un des danseurs de la compagnie de Martha Graham, commence le Pilates dans les années 1940 pour surmonter une blessure chronique du genou. En 1971, il ouvre un studio à Beverly Hills, en Californie, qui devient vite très apprécié des stars du cinéma.
- En 1941, Romana Kryzanowska (en), également danseuse, se blesse à la cheville et sur un conseil de George Balanchine, étudie et se rééduque avec Joseph Pilates. Trois ans après, elle part au Pérou avec sa famille et revient à New York en 1959. Elle retourne alors étudier avec Joe jusqu'à sa mort en 1967, et continue d'enseigner au studio connu alors comme le 'Pilates' studio de la Huitième Avenue avec Clara Pilates. Quand la veuve de Joseph décide de prendre sa retraite, elle nomme Romana directrice du studio.
- Kathy Grant et Lolita San Miguel sont aussi des élèves de Joe et Clara, qui deviennent instructeurs. Grant prend ensuite la direction du Bendel's Studio en 1972, et San Miguel part enseigner le Pilates au Ballet Concierto de Porto Rico à San Juan, au Puerto Rico. En 1967, juste avant le décès de Joe, elles reçoivent toutes les deux un diplôme d'enseignant de 'Pilates' de la State University of New York. Parmi tous les 'anciens', elles seraient les deux seules à avoir été officiellement certifiées par Joe lui-même.
- Bruce King pratique pendant de nombreuses années avec Joseph et Clara Pilates et fait partie de la Merce Cunningham Company, de la Alwyn Nikolais Company, et aussi de sa propre Bruce King Dance Company. Dans les années 1970, il ouvre son propre studio, situé 160, West 73rd Street à New York.
- Mary Bowen, une analyste jungienne qui étudie la Contrology dans les années 1960, commence à enseigner en 1975 et fonde Your Own Gym à Northampton dans le Massachusetts.
- Robert Fitzgerald, également élève des fondateurs, ouvre son studio sur West 56th Street à New York dans les années 1960, où nombre de danseurs des compagnies new-yorkaises étudient.